# Lomanoxoides setosus
Lomanoxoides setosus är en skalbaggsart som beskrevs av Vladimir Balthasar 1941. Lomanoxoides setosus ingår i släktet Lomanoxoides och familjen Aphodiidae. Inga underarter finns listade i Catalogue of Life.